# Nokia 6630
Nokia 6630 — мобильный телефон фирмы Nokia, построенный на основе Series 60 Second Edition, поддерживающий сети третьего поколения (3G). Nokia 6630 работает под управлением операционной системы Symbian 8.0a, что обеспечивает широкие возможности для владельца. В данной модели реализована «горячая замена» карт памяти, формат карт — DV RS-MMC, максимальный объём памяти которых — 2 гигабайта (по заявлению разработчика — компании Nokia). Корпус выполнен из пластмассы.
Модификация Nokia 6630 Music Edition отличается только модернизированным музыкальным плеером и стандартным комплектом поставки (карта памяти объёмом 256 МБ вместо 64 МБ) и переходник с POP-порта на стандартный аудиоразьём (3,5 мм). Существует также разница в цвете панелей.
Данный телефон обладает процессором ARM9E с тактовой частотой в 220 МГц.
Объём оперативной памяти аппарата составляет 20 МБ, но 11—12 МБ занимает сам Symbian, в итоге для пользователя 8.3 МБ (максимум) и 6.2 МБ (минимум).

## Особенности
6630 отличается от предшественников по целому ряду параметров:
- Первый смартфон Nokia на платформе OMAP 1710.
- Камера 1.3 Mpx.
- Поддержка 3G-сетей.
- Операционная система Symbian 8.0a.
- Поддержка Java MIDP 2.0.
- Поддержка видеозвонков.
- Горячая замена карты памяти.
- Стереозвук в наушниках.
- Датчик освещённости.

## Интересные факты
- Данный телефон снимался в таких фильмах, как «Тёмный рыцарь», «Молчи в тряпочку», «Не родись красивой»[источник?].